# Relvado
Relvado là một đô thị thuộc bang Rio Grande do Sul, Brasil. Đô thị này có diện tích 108,508 km², dân số năm 2007 là 2196 người, mật độ 20,24 người/km².